# Монте-Арджентарио
Монте-Арджентарио (итал. Monte Argentario) — коммуна в Италии, располагается в области Тоскана, в провинции Гроссето. Основными населенными пунктами коммуны являются Порто-Санто-Стефано (административный центр) и Порто-Эрколе.
Население составляет 12 990 человек (2008 г.), плотность населения составляет 217 чел./км². Занимает площадь 60 км². Почтовый индекс — 58019. Телефонный код — 0564.
Покровителями коммуны почитаются святой Эразм, празднование 2 июня, и святой первомученик Стефан.

## Демография
Динамика населения:

## Администрация коммуны
- Официальный сайт: http://www.comunemonteargentario.it/